# Camptomyia emarginata
Camptomyia emarginata är en tvåvingeart som beskrevs av Panelius 1965. Camptomyia emarginata ingår i släktet Camptomyia och familjen gallmyggor. Inga underarter finns listade i Catalogue of Life.